# Давид VII Улу
Давид VII Улу (груз. დავით VII ულუ; 1215—1270) — царь Грузии из династии Багратионов (с 1247 года). 

## Ранние годы
Незаконнорожденный сын Георгия IV, соправитель своего двоюродного брата Давида VI. Прозвище Улу по-тюркски означает «старший».
В царствование своей тётки Русудан, планировавшей передать трон своему сыну Давиду, был отправлен ко двору её зятя — Конийского султана Гияс-ад-Дина Кайхосрова II, где провёл семь лет на положении заложника. Обрёл свободу после свержения султана монголами. В 1246 году грузинская знать, полагавшая, что сын Русудан погиб, выбрала Давида царём.
После коронации в Мцхете отправился в Каракорум получить официальное признание хана Гуюка. Там встретил своего двоюродного брата Давида. В итоге оба они были признаны царями Грузии: сын Георгия IV — старшим (Улу) соправителем, а сын Русудан — младшим (Нарин).

## Правление
В 1259 году, после раздела объединённого царства, Давид Улу стал царем Восточной Грузии, а Давид Нарин — Западной (Имеретии). В 1256 году Давид Улу с грузинскими войсками участвовал в завоевании монголами Аламута. В 1258 году участвовал в походе монголов на Багдад.
В 1260 году ильхан Хулагу приказал Давиду поддержать его в походе на Египет. Помня о жертвах похода на Багдад и не желая повторения, Давид отказался и восстал. В ответ огромная монгольская армия вторглась в Самцхе. Давид бежал в Кутаиси к своему младшему соправителю. Монголы захватили его семью и убили жену — Гванцу. В 1262 году Давид Улу заключил мир с монголами и смог вернуться в Тбилиси. В 1266 году грузины приняли участие в изгнании войск Берке из Ширвана.
Давид Улу скончался от желудочной инфекции. Похоронен в Мцхете, в соборе Светицховели.

## Семья
Был женат четыре раза:
- на монголке Джигда-хатун. В этом браке детей не было
- на осетинке Алтуне. В этом браке родились:
  - Георгий (1250—1268), царевич.
  - Тамара, царевна. Была в первом браке замужем за сыном ильхана Аргун-хана, во втором браке была замужем за Садуном Манкабердели.
- на Гванце, дочери рачинского эристава Кахабера IV Кахаберидзе (вдове князя Авага Мхаргрдзели), в этом браке родился:
  - Деметре II царь Грузии.
- на монгольской принцессе Эсукан, дочери Чормаган-нойона.